# NGC 370

NGC 370

NGC 370 في الفهرس العام الجديد، هو نظام نجمي، تقع في كوكبة الحوت.

## روابط خارجية
- NGC 370 على موقع ويكي سكاي: DSS2, SDSS, GALEX, IRAS, Hydrogen α, X-Ray, Astrophoto, Sky Map, Articles and images